# Rhyacophila tristis
Rhyacophila tristis – chruścik (Insecta: Trichoptera) z rodziny Rhyacophilidae, krenofil. Larwy żyją w górskich potokach (rhitral). Larwy są drapieżne, zjadają drobne organizmy wodne, nie budują przenośnych domków ani sieci łownych. Dopiero ostatnie stadium larwalne buduje domek poczwarkowy z małych kamyczków, w środku z przędzy jedwabnej buduje kokon, w którym następuje przepoczwarczenie. Postacie doskonałe (imago) spotykane są w pobliżu zbiorników wodnych, aktywne wieczorem i w nocy, przylatują do światła.